# Lebesgueintegration
Lebesgueintegration eller måttintegration är en av många generaliseringar av begreppet integral. Den är en av de mest använda konstruktionerna inom integrationsteori, som är ett av de stora områdena inom modern matematik. Begreppet kan både syfta till en generell metod för att integrera en funktion med hjälp av ett mått och till det specifika fall då måttet som används är Lebesguemåttet. 
Dess upphovsman är Henri Lebesgue (1875–1941) som avsåg att introducera en integrationsteori som kunde tillämpas på en större klass av funktioner än den då kända integrationsteorin baserad på Bernhard Riemanns (1826–1866) konstruktion, vilken exempelvis inte kunde tillämpas på funktioner av "fraktal karaktär"; en funktion av "fraktal karaktär" är sådan att om man "zoomar in" en del av funktionskurvan så ser den likadan ut som hela funktionskurvan, oavsett hur stor förstoringsgrad man väljer. 

## Bakgrund

Illustration över principiell skillnad mellan Riemannintegration (ovan) och Lebesgueintegration (nedan).

Det finns väsentligen två sätt att beräkna arean under en funktions graf: 

### Riemanns metod
Riemanns idé var att man delar x-axeln i små delintervall och approximerar funktionen med ett konstant värde över varje delintervall. Arean under grafen blir då ungefär summan av de små rektangulära remsornas areor. Den exakta arean får man om man delar in x-axeln i oändligt många delintervall.
Denna metod kallas Riemannintegration.

### Lebesgues metod
En av Riemannintegrationens svagheter är att den inte fungerar då funktionen är diskontinuerlig på väldigt många ställen. Detta kan emellertid åtgärdas med hjälp av måtteorin. Lebesgues idé var att man delar in y-axeln (ordinatan) i små delintervall och approximerar funktionen med ett konstant värde över varje delintervall. Funktioner som bara antar ett ändligt antal värden kallas enkla funktioner. Nu får man emellertid inte rektangulära remsor att lägga samman, utan det kan bli väldigt konstiga figurer som dyker upp. För att kunna mäta deras areor måste man använda ett speciellt mått: Lebesguemåttet.
Den här metoden, som kallas Lebesgueintegration, kan också generaliseras från ℝ till ett godtyckligt måttrum. Mer precist definierar man först integralen för indikatorfunktioner för mängder som måttet av mängden. Sedan definieras integralen för enkla funktioner som summan av ändligt många indikatorfunktioner. Eftersom man kan approximera mätbara funktioner med indikatorfunktioner, kan man till slut definiera integralen för alla mätbara funktioner.

## Formell definition
Det här avsnittet definierar Lebesgueintegralen i ett måttrum. Låt (X, F, μ) vara ett måttrum.

### Indikatorfunktioner och enkla funktioner

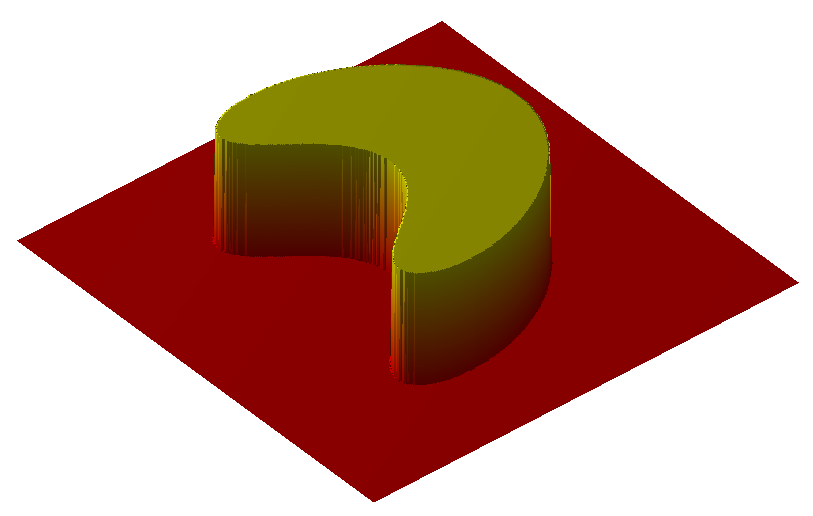
Indikatorfunktions integral är lika med indikatormängdens mått.

Först definieras integralen för indikatorfunktionen, det vill säga en funktion som bara antar värdena 0 och 1. För sådana funktioner är det naturliga att definiera integralen som:
{\displaystyle \int \chi _{A}\,d\mu :=\mu (A)} ,
eftersom indikatorfunktionen bara är 1 över mängden A. Detta är naturligt eftersom i volym i geometri ofta definieras som "area × höjd" och här är arean lika med måttet av mängden A och höjden är 1.
Lebesgues idé var att mätbara funktioner approximeras med så kallade enkla funktioner. Enkla funktioner är funktioner som antar ändligt många värden, det vill säga en ändlig viktad summa av indikatorfunktioner. Mer precist är en funktion f: X → ℝ är enkel om vi kan beteckna:
{\displaystyle f=\sum _{i=1}^{k}a_{i}\chi _{A_{i}}},
där a1, …,ak ≥ 0; A1, …,Ak ⊂ F är en stratifiering av X.
Eftersom enkla funktioner är ändliga viktade summor av indikatorfunktioner är det naturligt att definiera integralen för en enkel funktion f som
{\displaystyle \int f\,d\mu :=\sum _{i=1}^{k}a_{i}\mu (A_{i})}.
Detta kan motiveras med att integralen ska vara linjär:  
{\displaystyle \int f\,d\mu =\int \left(\sum _{i=1}^{k}a_{i}\chi _{A_{i}}\right)\,d\mu =\sum _{i=1}^{k}a_{i}\left(\int \chi _{A_{i}}\,d\mu \right)=\sum _{i=1}^{k}a_{i}\mu (A_{i}).}

### Icke-negativa funktioner

Approximationen för funktionens integral med en enkel funktionsintegral.

Med enkla funktioner kan integralen definieras för alla icke-negativa mätbara funktioner. Alla sådana funktioner kan approximeras godtyckligt väl av enkla funktioner. Mer precist, låt {\displaystyle f:X\rightarrow [0,\infty ]} vara en funktion som är F-mätbar. Integralen eller måttintegralen för f är talet
{\displaystyle \int f\,d\mu :=\sup \left\{\int g\,d\mu \,{\Big |}\,g\ {\mbox{enkel funktion }}X\rightarrow \mathbb {R} \ {\textrm {och}}\ g\leq f\right\}}.
Måttintegralen betecknas på olika sätt beroende på vad det är som skall framhävas:
{\displaystyle \int f\,d\mu =\int f=\int _{X}f=\int _{X}f\,d\mu =\int _{X}f(x)\,d\mu (x)=\int _{X}f(x)\,\mu (dx).}
Måttintegralen av f över en mängd {\displaystyle A\in {\mathcal {F}}} definieras med hjälp av indikatorfunktionen för {\displaystyle A}:
{\displaystyle \int _{A}f\,d\mu :=\int f\chi _{A}\,d\mu }.

### Funktioner som antar negativa värden

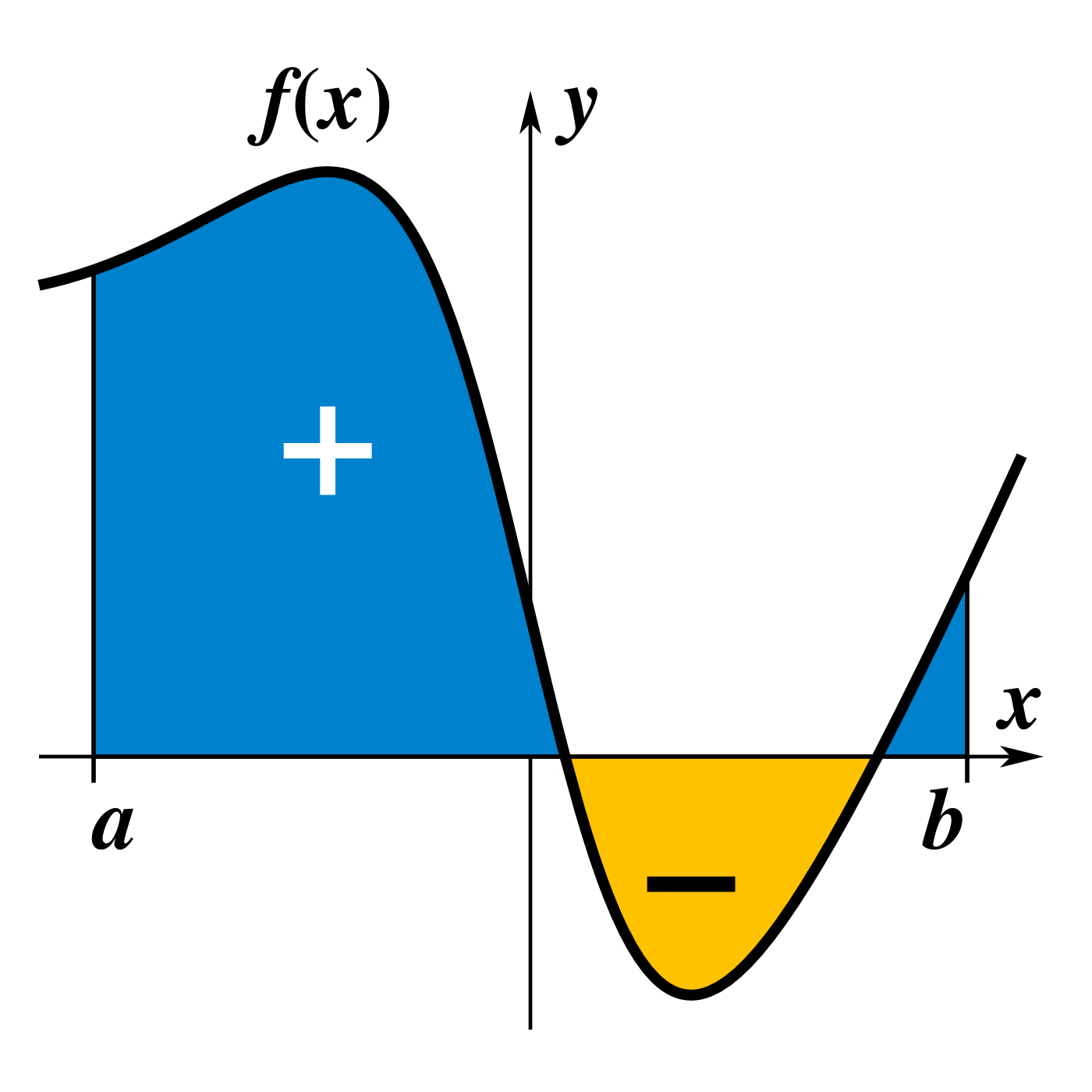
Integrerbarhet behövs för funktioner som antar negativa värden.

Måttintegralen definieras först bara för funktioner som inte antar negativa värden. Naturligtvis är det även önskvärt att kunna integrera reellvärda funktioner. Men måttintegralen går inte att definiera för alla reellvärda mätbara funktioner. Vissa funktioner, se till exempel artikel integrerbarhet, är inte möjliga att integrera på ett vettigt sätt. Följaktligen måste en mindre klass av funktioner betraktas, som inte stöter på de obestämda uttryck ({\displaystyle \infty -\infty }) som kan uppkomma. Den naturliga klassen av funktioner är de integrerbara funktionerna, det vill säga funktioner vars integral av absolutbeloppet är ändlig. Mer precist: en mätbar funktion {\displaystyle f:X\rightarrow {\overline {\mathbb {R} }}} är integrerbar om
{\displaystyle \int |f|\,d\mu <\infty }.
För en integrerbar funktion gäller att
{\displaystyle \int \max\{f,0\}\,d\mu <\infty } och {\displaystyle \int \max\{-f,0\}\,d\mu <\infty }.
Därför går det att för integrerbara funktioner definiera integralen som
{\displaystyle \int f\,d\mu :=\int \max\{f,0\}\,d\mu -\int \max\{-f,0\}\,d\mu \,}.

## Egenskaper
Funktionens värden på nollmängder påverkar inte måttintegralen. Måttintegralen är monoton, linjär och har många konvergenssatser.
Det här betyder att avbildningen:
{\displaystyle f\mapsto \int f\,d\mu \,},
där {\displaystyle f\,} är en integrerbar funktion är en linjär funktional
{\displaystyle L^{1}(X)\rightarrow {\overline {\mathbb {R} }}}
där
{\displaystyle L^{1}(X):=\{f:X\rightarrow {\overline {\mathbb {R} }}\,|\,f{\mbox{ integrerbar}}\}.}

## Lebesgueintegral
Ursprungligen studerades måttintegralen först för Lebesguemåttet. Om måttet µ är Lebesguemåttet benämns måttintegralen ofta Lebesgueintegralen och betecknas
{\displaystyle \int f\,d{\mathcal {L}}_{n}=\int _{\mathbb {R} ^{n}}f(x)\,dx.}

### Funktioner som ej är Riemannintegrerbara
Lebesgueintegralen har vissa fördelar över Riemannintegralen. Den viktigast fördelen är att Lebesgueintegralen fungerar mycket bättre tillsammans med gränsvärden och serier, se egenskaper hos måttintegraler.  Men Lebesgueintegralen kan också integrera vissa funktioner som den vanliga integralen inte klarar av. Till exempel, låt
{\displaystyle f(x)={\begin{cases}0,&x\in \mathbb {Q} \cap [0,1],\\1,&x\in \mathbb {Q} ^{c}\cap [0,1];\end{cases}}}
symbolen {\displaystyle \mathbb {Q} } betecknar mängden av alla rationella tal. Funktionen {\displaystyle f:[0,1]\rightarrow \mathbb {R} } är en mätbar funktion eftersom {\displaystyle \mathbb {Q} \cap [0,1]} är en (Lebesgue)mätbar mängd. Vad är integralen för f?
Det går inte att beräkna 
{\displaystyle \int _{0}^{1}f(x)\,dx}
med Riemanns konstruktion, eftersom denna konstruktion förutsätter att funktionen f kan approximeras med enkla funktioner. För just denna funktion är detta omöjligt, eftersom de rationella talen utgör en så kallad tät delmängd av de reella talen: Oavsett vilka två reella tal som väljs, finns det alltid minst ett rationellt tal mellan dem. Detta innebär att det aldrig går att finna ett delintervall till intervallet [0,1] där funktionen f låter sig approximeras med ett konstant värde. Därför är inte inre och yttre Riemannintegralen för f lika och Riemannintegralen kan inte definieras för f. 
Om däremot Lebesgues konstruktion istället används kan integralen beräknas och dess värde är 
{\displaystyle \int _{0}^{1}f(x)\,dx=\int _{[0,1]}f\,d{\mathcal {L}}_{1}=1.}